# I'm a Mess
"I'm a Mess" là ca khúc của ca sĩ-nhạc sĩ người Anh Ed Sheeran trong album phòng thu thứ hai của Ed Sheeran mang tên x. Ca khúc có mặt trên bảng xếp hạng UK Singles Chart ở vị trí thứ 72 lên leo lên tới vị trí thứ 49 nhờ lượng mua lớn bằng hình thức tải xuống dù không được ra mắt dưới dạng đĩa đơn.

## Bối cảnh và phát hành
Vào ngày 26 tháng 6 năm 2014, để quảng bá cho album mới ra mắt x, Ed Sheeran đề nghị người hâm mộ hãy bình chọn ra bài hát mà họ thích trong album và anh sẽ thể hiện nó trực tiếp trên kênh E4. Ca khúc được bình chọn nhiều nhất chính là "I'm a Mess", và anh đã trình bày nó trực tiếp trong khoảng thời gian nghỉ quảng cáo của bộ phim The Big Bang Theory. Điều này giúp lượng bán của ca khúc nhanh chóng tăng và giúp "I'm a Mess" có mặt trên các bảng xếp hạng.

## Bảng xếp hạng
| Bảng xếp hạng (2014)                 | Vị trí cao nhất |
| ------------------------------------ | --------------- |
| Ireland (IRMA)                       | 62              |
| Thụy Điển (Sverigetopplistan)        | 60              |
| UK Singles (Official Charts Company) | 49              |

## Chứng nhận
| Quốc gia                                                                                              | Chứng nhận | Số đơn vị/doanh số chứng nhận |
| --- | ---------- | ----------------------------- |
| Đan Mạch (IFPI Đan Mạch)                                                                              | Vàng       | 30.000^                       |
| Ý (FIMI)                                                                                              | Vàng       | 25.000‡                       |
| Anh Quốc (BPI)                                                                                        | Bạc        | 200.000‡                      |
| ^ Chứng nhận dựa theo doanh số nhập hàng. ‡ Chứng nhận dựa theo doanh số tiêu thụ và phát trực tuyến. |            |                               |